# Otto Sylwan
Otto Sylwan (født 22. august 1864 i Kristianstad, død 15. januar 1954 i Göteborg) var en svensk litteraturhistoriker.
Sylwan blev student i Lund 1881. Han blev dr. phil. i 1892 og samme år docent i litteraturhistorie og æstetik, men forflyttedes 1901 til Göteborg Högskola som professor i samme fag (professor emeritus i 1931). 1914-31 var han rektor for universitet, hvis første 25 år han har skildret i bogen Översikt av Göteborgs högskolas uppkomst och dess utveckling 1891-1916 (1916).
Et af de emner, Sylwan har viet sin største granskning, er pressen, særligt i bøgerne Sveriges periodiska litteratur under frihetstidens förra del (1892), Svenska pressens historia till statsvälvningen 1772 (1896), Den moderna pressen (1906).
Men for øvrigt har han udgivet fortrinlige studier over flere emner af Sveriges litteraturhistorie, blandt andet Svensk litteratur vid 1800-talets midt (1903), J.H. Kellgren (1914), O.P. Sturzen-Becker (1918), Fyrtitalets student (1914).
Særlig interesse har han viet frihedstiden, som også er det tidsrum, han selv har behandlet i den af ham redigerede to binds Svenska Litteraturens historia (1917—19). Men også udlandets litteratur har haft hans interesse, således Walter Scott og hans romaner (1920), og i den sammen med Just Bing udgivne Europas litteraturhistoria från medeltiden till våra dagar (1909—10) skrev han selv 1. del.
Uden for sin rent litteraturhistoriske virksomhed har Sylwan også skrevet om rent æstetiske emner, om svensk metrik, om middelalderlige kirkemalerier, og han har deltaget i universitetets og byens forskellige kunstneriske komiteer, for eksempel til ordning af Göteborgs teaterforhold og mere.